# Собесенкі-Перші
Собесенкі-Перші (пол. Sobiesęki Pierwsze) — село в Польщі, у гміні Щитники Каліського повіту Великопольського воєводства.
Населення — 164 особи (2011).
У 1975-1998 роках село належало до Каліського воєводства.

## Демографія
Демографічна структура станом на 31 березня 2011 року:
|          | Загалом | Допрацездатний вік | Працездатний вік | Постпрацездатний вік |
| -------- | ------- | ------------------ | ---------------- | -------------------- |
| Чоловіки | 83      | 17                 | 57               | 9                    |
| Жінки    | 81      | 21                 | 46               | 14                   |
| Разом    | 164     | 38                 | 103              | 23                   |